# Peter Kramp
Peter Kramp (29. marts 1941-8. juli 2015) var en førende dansk retspsykiater og ledende overlæge på Retspsykiatrisk Klinik.
Kramp blev læge fra Københavns Universitet i 1968 og havde ansættelser på blandt andet Rigshospitalet, Gentofte Amtssygehus og Sct. Hans Hospital.
Fra 1982 og frem til sin pension med udgangen af marts 2011 var han overlæge ved Retspsykiatrisk Klinik i København. Samme år blev han medlem af Retslægerådet, som han i 1992 blev næstformand for.
Som retspsykiater havde han ansvaret for over 2.000 mentalerklæringer.
Omkring Kramps pension portrætterede journalist Preben Lund retspsykiateren i bogen Sindssyg i gerningsøjeblikket: Retspsykiatreren Peter Kramp — læge i lovens og sindets udkantsområder.
Kramp ligger begravet på Mariebjerg Kirkegård.